# Maria Gustava

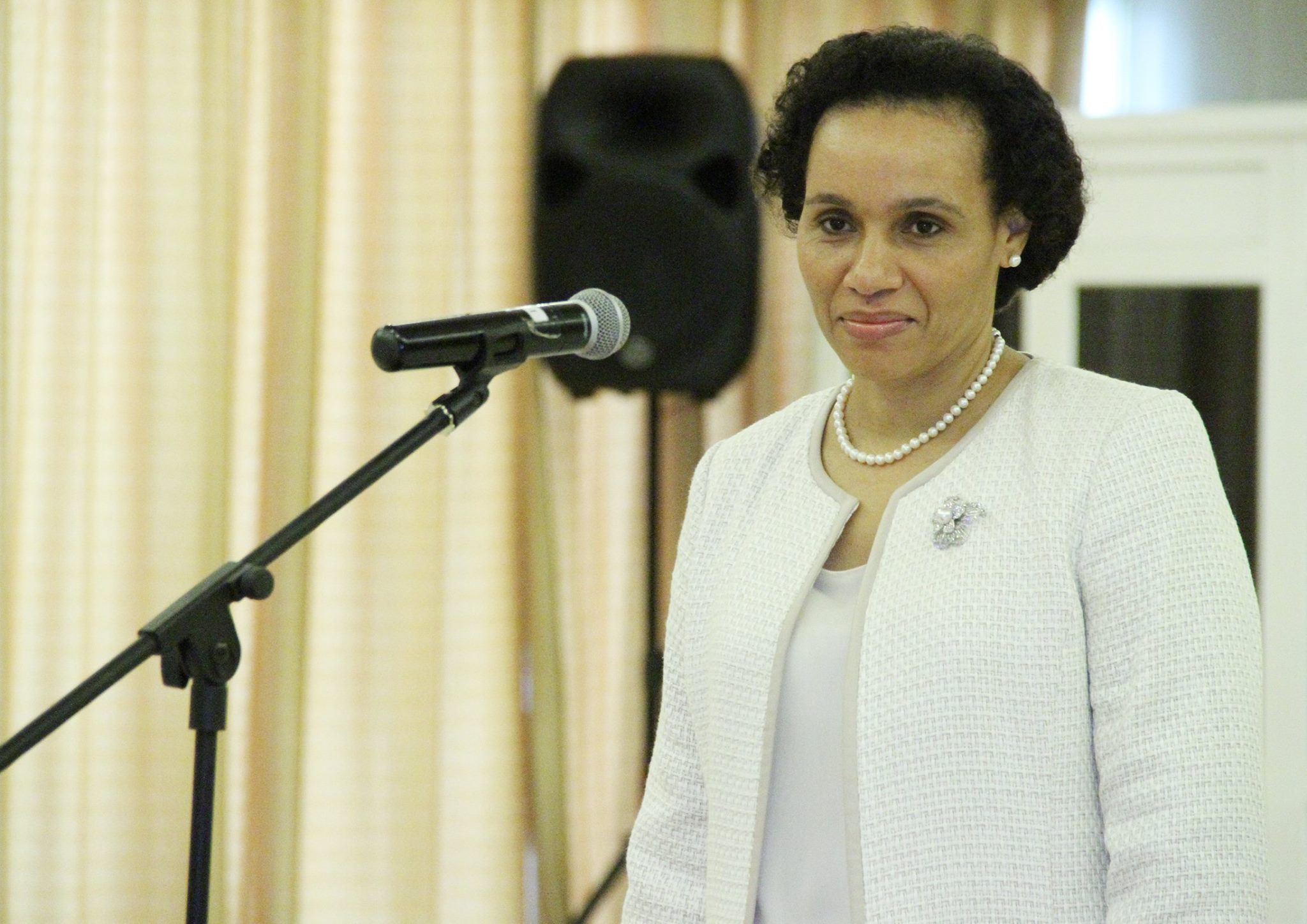
Maria Gustava (2016)

Maria Gustava ist eine Diplomatin aus Mosambik. Sie ist Botschafterin ihres Heimatlandes in der Volksrepublik China.

## Werdegang
Gustava trat 1989 in die Dienste des mosambikanischen Außenministeriums bei. 1991 erhielt sie einen Honours Degree in Internationalen Beziehungen und Diplomatie vom Higher Institute for International Relations in Mosambik und 1997 schloss sie ein Studium an der australischen Monash University ab und erhielt einen Master-Titel in Außenpolitik und Handel. Innerhalb des Ministeriums hatte Gustava verschiedene Posten inne, darunter Chefin der Abteilung für multilaterale Wirtschaftsbeziehungen, stellvertretender Direktor für internationale Organisationen und Konferenzen, stellvertretende Direktorin für Studienplanungen und Information und stellvertretende Leiterin der diplomatischen Mission Mosambiks in Südafrika. Schließlich war Gustava im Außenministerium Generaldirektorin für die Regionen Asien und Ozeanien.
2004 erhielt Gustava ein Ehrendiplom von der Regierung Mosambiks für ihren Beitrag bei der erfolgreichen Vorbereitung von drei internationalen Gipfeln in Maputo in dem Jahr: Dem Gipfel für Neue Partnerschaft für Afrikas Entwicklung (NEPAD), dem Gipfel zur afrikanischen Wirtschaft des Weltwirtschaftsforums und dem Gipfel der Gruppe der afrikanischen, karibischen und pazifischen Staaten. Ein weiteres Ehrendiplom erhielt Gustava für ihren Beitrag für den Erfolg des Brainstorming Workshops im Büro des Präsidenten von 2005 bis 2014.
Von Februar 2016 bis Januar 2018 war Gustava Botschafterin Mosambiks in Jakarta, mit der Akkreditierung als Botschafterin für Indonesien, Osttimor (15. Juni 2016) und Thailand (Akkreditierung: 15. August 2016) und als Hochkommissar für Singapur (Akkreditierung: 16. Mai 2016) und Malaysia. Dann wurde sie von Präsident Filipe Nyusi am 8. Januar zur neuen Botschafterin Mosambiks in der Volksrepublik China ernannt. Sie folgte damit Aires Ali, der das Amt bis Oktober 2017 bekleidet hatte. Eine Kopie ihrer Akkreditierung übergab Gustava am 15. März 2018 an Wang Lutong, dem stellvertretenden Generaldirektor der Protokollabteilung des chinesischen Außenministeriums. Am 23. März folgte die Übergabe der Akkreditierung an Chinas Staatspräsidenten Xi Jinping in der Großen Halle des Volkes.

## Sonstiges
Maria Gustava ist verheiratet und hat drei Kinder.